# Victor Lambert
Pour les articles homonymes, voir Lambert.
Victor Lambert, né le 5 juillet 1831 à Bezannes et mort le 16 octobre 1912 à Reims, est, de 1872 à 1892, le directeur des caves de la maison de Champagne Pommery. Il crée en 1874, à la demande de Madame Pommery, la première cuvée brut de l'histoire de la Champagne, le Pommery Nature 1874,. Il est par ailleurs engagé dans la politique locale de Reims et bienfaiteur de la ville.

## Biographie
Victor Lambert est le fils de Charles Victor Lambert, cultivateur, et de Marie Suzanne Menu. 
Il se marie avec Hélène Victorine Molinet, puis Victorine Angélique Antoine (1829-1900).
Il travaille pendant 40 ans pour la maison de Champagne Pommery et en est devenu le chef de cave en 1872 jusqu’à son départ à la retraite en 1892.
Il décède le 16 octobre 1912 à l'âge de 81 ans et repose au cimetière du Sud de Reims.

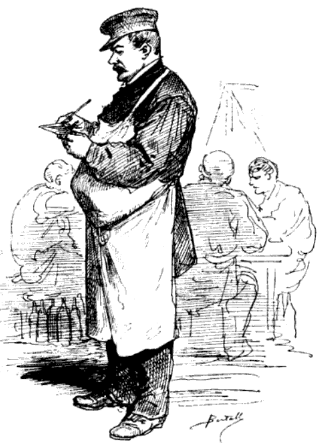
Victor Lambert en tenue de chef de cave.

### Politique
- conseiller d’arrondissement du 3e canton de Reims,
- conseiller municipal,
- délégué cantonal.

Il sera également membre de nombreuses sociétés locales :
- Vice-président de la société de gymnique « La sentinelle »,
- Président d’honneur des quatre sociétés colombophiles de Reims,
- Président d’honneur de la société de tir du 46e territorial,
- Président d’honneur de l’Orphéon des enfants de Saint-Remy,
- Président d’honneur de la fanfare de trompette « L’étoile Rémoises »,
- Administrateur aux hospices civil et du bureau de bienfaisance,
- Membre du conseil des Directeurs de la Caisse d’épargne de Reims[4].

## Décorations
- Chevalier de la Légion d'honneur par décret du 14 janvier 1908[5],
- Médaille d’Honneur du Commerce et de l’industrie.

## Hommage et postérité
Un boulevard de Reims, ouvert en 1913, porte son nom : le boulevard Victor Lambert. Bezannes, sa ville de naissance, possède également une rue et une impasse à son nom.